# HŠK Derby Zagreb
Hrvatski športski klub Derby Zagreb osnovan je 1919. godine. Osnivači su bili Salamon Bauer, Antun Filipčič, Slavko Picak, Franjo Ščukanec, Matija Ščukanec i Ivan Talan.
Okupljao je najtalentiranije mlade igrače, koji su potom igrali u poznatijim klubovima. U listopadu 1940. godine spojio se s HŠK Tomislavom, te od tada nosi naziv Trnjanski športski klub Derby. Klub prestaje djelovati nakon ljeta 1941. godine kada se spojio s RNK Savicom.
Klupska adresa 1925. bila je u Boškovićevoj ulici, zapadno od Trga žrtava fašizma. Klupske boje 1932. bile su crvena i plava.

## Natjecanje i uspjesi
Klub je svoj najveći uspjeh ostvario u sezoni 1925./26. kada je bio prvak 1. B razreda Zagrebačkog nogometnog podsaveza, čime je ostvario plasman u 1. A razred. U najboljem razredu Zagrebačkog nogometnog podsaveza igrao je tri sezone za redom 1926./27., 1927./28. i 1928./29. U svojoj dvadesetdvogodišnjoj povijesti pobijedio je Wiener Sportklub s 3:1. Posljednju natjecateljsku utakmicu odigrao je 30. ožujka 1941. godine protiv Zagorca (1:2) u 2. razredu prvenstva Zagreba 1940./41. (3. razred natjecanja).

## Zanimljivosti
U tri sezone, koliko je igrao u najboljem razredu Zagrebačkog nogometnog podsaveza, nije ostvario niti jednu pobjedu i u sve tri sezone je bio posljednji na ljestvici učinka.

## Poznati igrači
- Stjepan Bobek (1935. – 1938.)
- August Lešnik (1929. – 1934.)